# Нижньогородська (станція метро)
55°43′57″ пн. ш. 37°43′43″ сх. д. / 55.73250° пн. ш. 37.72861° сх. д.
«Нижньогородська» (рос. Нижегородская) — кросплатформова станція Московського метрополітену на Некрасовській і Великій кільцевій лініях
. 
Сполучена пересадкою з однойменною станцією на Московському центральному кільці. Розташована у Нижньогородському районі (ПСАО), названа по однойменній вулиці. 
Відкрита 27 березня 2020 у складі черги Лефортово — Косино, а для Великої Кільцевої — на 2023 рік у складі черги «Каширська» — «Нижньогородська»

## Конструкція
Колонна п'ятипрогінна станція мілкого закладення (глибина закладення — 32 м). На станції дві острівні платформи, між ними колії Некрасовської лінії, а з боків від платформ — колії Великої кільцевої лінії Довжина станційного комплексу — 170 м, ширина — 58 м.

## Колійний розвиток
- 3-стрілочний оборотний тупик в кінці Некрасовської лінії;
- 2 з'їзди між головними коліями Великої кільцевої лінії і Некрасовської лінії;
- До головних колій Великої кільцевої лінії перед з'їздами примикають 2 одноколійні ССГ з електродепо «Нижньогородське».

## Виходи
- На Рязанський проспект.
- До зупинки МЦК Нижньогородська.
- До залізничної платформи Горьківського напрямку Московської залізниці  Нижньогородська.
- До пунктів наземного транспорту.

## Пересадки
- Залізничну платформу  Нижньогородська
- Станцію МЦК  Нижньогородська
- Автобуси: м7, е70, 51, 59, 279, 429, 759, 766, 805, 859, т63, н7

## Оздоблення
У дизайні станції відбитий образ конструктора «Лего». Станцію поділили на частини за допомогою кольору, що є пасажирам зручною навігаційною системою.
Концепція «Лего» підкреслена простими формами і великими однооб'ємними кольоровими елементами, які створюють настрій всього підземного простору станції. В оздоблені застосовані сучасні матеріали, в тому числі великоформатний керамограніт сірого кольору (імітація бетону), металокерамічні і керамогранітні панелі жовтого, помаранчевого, зеленого і блакитного кольору.
Стеля оздоблена алюмінієвими панелями з ультрастійким покриттям. Стіни і карнизи прикрашено сучасною графікою.
Комбіноване освітлення доповнює кольорові акценти в оздоблені станції. Світло пряме і відбите.
Стіни переходів, вестибюля і платформ оздоблено керамогранітом і натуральним каменем. На підлозі шліфований і полірований граніт сірих і коричневих відтінків (Каменногорськ, Кашина гора або аналоги).
Фасади вестибюлів виконані склом і обрамлено металокерамічними або кольоровими керамогранітними панелями.